# Отношения Украины и Содружества Независимых Государств
Отношения между Украиной и Содружеством Независимых Государств (СНГ) являются многосторонними международными отношениями между третьим государством и СНГ.
7—8 декабря 1991 года на территории Республики Беларусь, в Беловежской пуще под Брестом, состоялось собрание, результатом которого стало официальное подтверждение факта распада Советского Союза, заключение соглашение об образовании СНГ. Однако Украина не подписывала и не ратифицировала Устав СНГ, поэтому Украина никогда не была членом СНГ, имея лишь статус государства-учредителя СНГ. Украина прекратила свое участие в уставных органах СНГ в 1991 году, полностью завершив свой выход из СНГ в 2018 году, ни разу не входя в состав постсоветской организации. Однако Украина остается членом Зоны свободной торговли СНГ, а основополагающие договоры СНГ — Соглашение о создании Содружества Независимых Государств и Алма-Атинская декларация до сих пор действующие на территории Украины.
Хотя Украина формально остается членом зоны свободной торговли Содружества Независимых Государств, после начала российского вторжения на Украину во время российско-украинской войны российско-украинские отношения были полностью разорваны, а белорусско-украинские отношения из-за участия Беларуси в российском вторжении в 2022 году в качестве союзника Российской Федерации крайне деградировали и, де-факто, были разрушены. Более того, Украина начала активную денонсацию различных соглашений с СНГ в связи с европейской интеграцией и процессом вступления в Европейский союз.

## История

### 1990-е

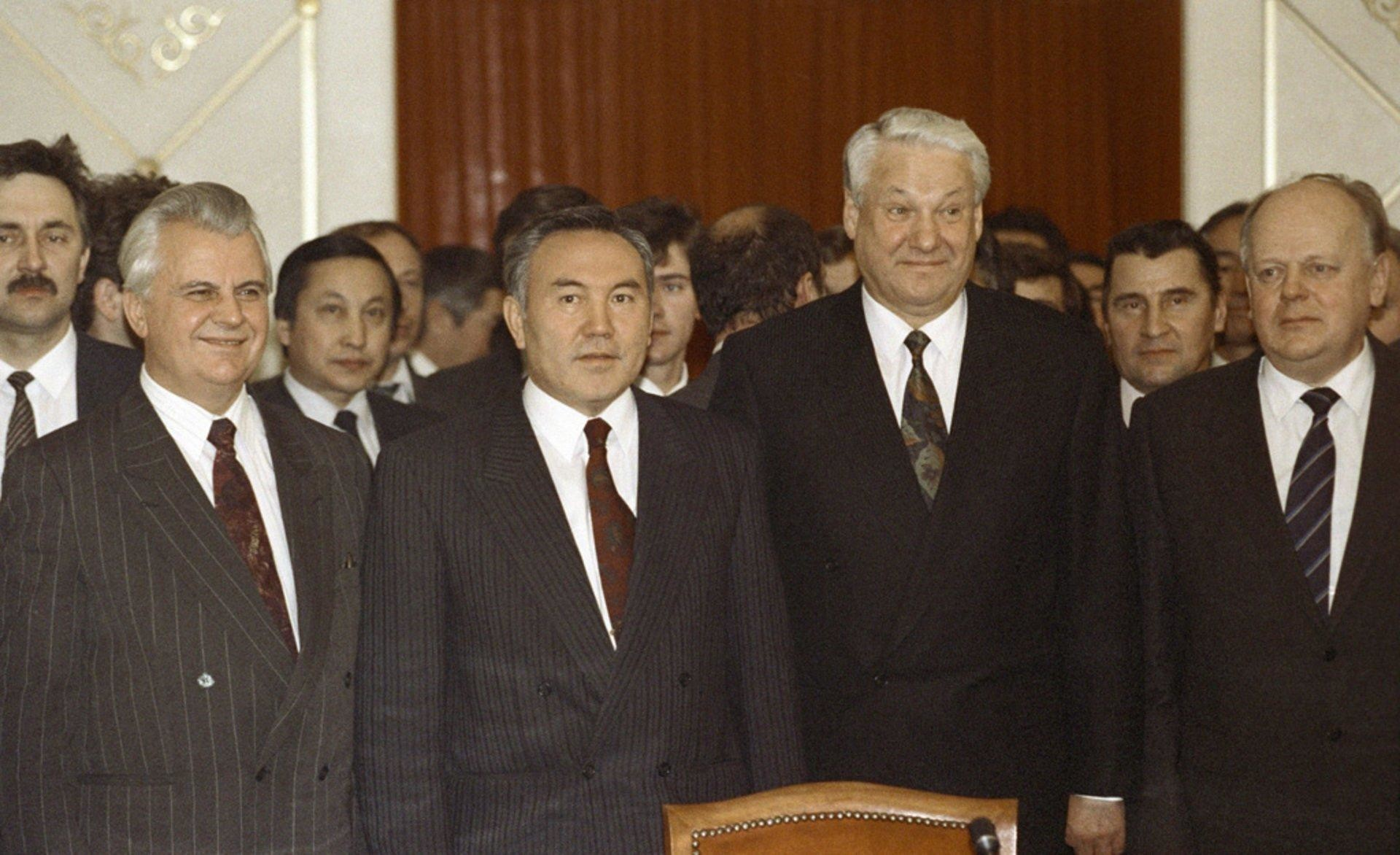
Подписание Протокола о создании СНГ, Алматы, Казахстан

7-8 декабря 1991 года на территории Республики Беларусь, в Беловежской пуще под Брестом состоялась встреча Председателя Верховного Совета Беларуси Станислава Шушкевича, Президента Российской Федерации Бориса Ельцина и Президента Украины Леонида Кравчука. Её итогом стало официальное подтверждение факта распада Советского Союза, заключение договора об образовании СНГ. 21 декабря 1991 года на встрече в Алматы руководители Украины, России, Белоруссии, Азербайджана, Армении, Молдавии, Казахстана, Киргизии, Туркменистана, Узбекистана и Таджикистана подписали Протокол об образовании СНГ.
Украина была одним из учредителей Содружества Независимых Государств и развивала сотрудничество с государствами СНГ на основе Соглашения о создании Содружества Независимых Государств от 8 декабря 1991 г. и Протокола к этому Содружеству от 21 декабря 1991 г., которая является его неотъемлемой частью, с учётом оговорок, высказанных Верховной Радой Украины при ратификации указанного Соглашения, и Заявления Верховной Рады Украины от 20 декабря 1991 года «Относительно заключения Украиной Соглашения о Содружество Независимых Государств», в котором дается официальное толкование Соглашения и оговорок. В Заявке указано, что:
1. Украина по своему правовому статусу есть и остается независимым государством — субъектом международного права.
2. Украина отрицает превращение Содружества Независимых Государств в государственное образование со своими органами власти и управления.
3. Украина отрицает предоставление Содружеству Независимых Государств статуса субъекта международного права.
4. Координирующие институты в рамках содружества не могут носить властный характер, их решения носят рекомендательный характер.
5. Осуществляя внешнюю политику самостоятельно, Украина будет вступать в консультации с другими государствами содружества.
6. Граница между Украиной с одной стороны и Россией и Беларусью с другой является государственной границей Украины, которая неприкосновенна.
7. Украина создаст собственные Вооруженные Силы на базе Вооруженных Сил бывшего СССР, находящихся на её территории.
8. Украина будет стремиться к обретению статуса безъядерного государства путем уничтожения всех ядерных арсеналов, находящихся под эффективным международным контролем, и на основании Декларации о государственном суверенитете Украины не будет вступать в военные блоки.
9. Нахождение стратегических вооруженных сил на территории Украины носит временный характер. Их правовой статус и срок пребывания на территории Украины должны определяться законодательством Украины и специальным межправительственным договором, заключенным между государствами, на территории которых находится ядерное оружие бывшего СССР.
10. Украина создаст собственную открытую экономическую систему, введя собственную валюту, создав собственную банковскую и таможенную системы, развивая собственные транспортно-коммуникационные системы, а также участвуя в региональных и межрегиональных рынках.
11. Споры относительно толкования и применения положений Соглашения будут решаться Украиной путем переговоров на основе международного права.
12. Украина оставляет за собой право не только приостановить, но и прекратить свое участие в Соглашении или его отдельных статьях.
13. Украина гарантирует выполнение международных обязательств, вытекающих для неё из договоров бывшего Союза ССР, в соответствии со своим национальным законодательством.

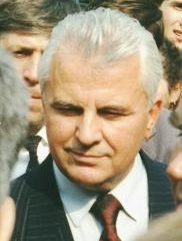
Леонид Кравчук — первый президент независимой Украины; на выборах — член Политбюро ЦК Коммунистической партии Украины.

Государства-участники СНГ тесно сотрудничают в сфере международной правовой помощи и сотрудничества. В частности, 22 января 1993 г. главы государств-участников СНГ, в том числе Украины, подписали Конвенцию о правовой помощи и правовых отношениях по гражданским, семейным и уголовным делам, а 29 марта 1997 г. — Протокол к ней.
После распада СССР и появления новых независимых государств возник ряд экологических проблем, которые ранее носили внутренний характер, а сегодня приобрели международный характер и требуют координации усилий новых независимых государств. В связи с этим государствами СНГ заключен ряд международных договоров о реализации совместных природоохранных мероприятий, оказании взаимной помощи при ликвидации последствий экологических катастроф и других чрезвычайных ситуаций.
Так, 8 февраля 1992 г. Украина подписала Соглашение о сотрудничестве в области экологии и охраны окружающей среды; 4 июня 1999 г. — Соглашение о сотрудничестве в области сохранения и использования генетических ресурсов культурных растений государств-участников СНГ; 30 ноября 2000 г. — Соглашение о сотрудничестве в области подготовки специалистов в области радиоэкологии, радиационной безопасности, радиобиологии и смежных наук.
Как отмечается, приоритетом для Украины является экономическое сотрудничество в рамках СНГ. Одной из основных задач, решаемых в рамках СНГ, является сохранение и развитие тесных экономических связей между государствами-участниками СНГ. Базовыми документами по экономическим вопросам в рамках Содружества являются Соглашение о создании Экономического союза (Украина не подписала Соглашение) и Соглашение о создании зоны свободной торговли (Соглашение подписано Украиной 15.04.2015). 1999 г. и ратифицирован Верховной Радой путем принятия Закона от 06.10.1999 г.). Соглашение о создании Экономического союза было подписано 24 сентября 1993 года. Документ предусматривает поэтапное формирование союза с целью интеграции экономики и создания единого таможенно-валютного пространства на основе рыночных отношений.
В соответствии со статьей 30 настоящего Договора государству, выразившему готовность принять на себя только часть обязательств по настоящему Договору, с согласия членов Экономического союза может быть предоставлен статус ассоциированного члена. Условия вступления в Экономический союз в качестве ассоциированного члена определяются членами Экономического союза. 15 апреля 1994 года Украина и страны Экономического союза подписали Договор о присоединении Украины к Экономическому союзу в качестве ассоциированного члена. То есть Украина была ассоциированным членом Экономического союза.
Создание зоны свободной торговли в СНГ с учётом интересов всех партнеров Содружества имеет ключевое значение во взаимных экономических отношениях государств-участников СНГ.
15 апреля 1994 г. было подписано Соглашение о создании зоны свободной торговли, а 2 апреля 1999 г. — Протокол к нему. Украина ратифицировала указанное Соглашение и Протокол к нему, приняв Закон Украины от 6 октября 1999 г. № 1125- ХІV.

### 2000-е
7 октября 2002 г. на заседании Совета глав государств СНГ Украина подписала новую редакцию Конвенции о правовой помощи и правовых отношениях по гражданским, семейным и уголовным делам.
10 декабря 2002 года на заседании рабочей группы представителей государств-участников СНГ по подготовке предложений по развитию сотрудничества государств-участников СНГ в экономической сфере Украина предложила посвятить 2003 год в СНГ выполнение конкретных задач и практическая реализация принятых документов. В связи с этим Украина сформулировала следующие приоритетные задачи:
- завершить юридическое оформление зоны свободной торговли и организовать её нормативно-правовую базу;
- начать использовать основные нормы и правила свободной торговли, проанализировать применение норм о зоне свободной торговли в законодательстве государств-участников;
- осуществлять постоянный мониторинг процессов;
- завершить разработку соглашений, регулирующих торговлю услугами, предоставление торговых субсидий, транспортную инфраструктуру в международных транспортных коридорах, а также концепции транспортной политики и сотрудничества в валютной сфере.

Решающим также является то, что с января 2003 года, согласно Решению Совета глав государств СНГ, председательство в Совете глав государств Содружества осуществляла Украина в лице её Президента Украины Леонида Кучма.

### 2010-е

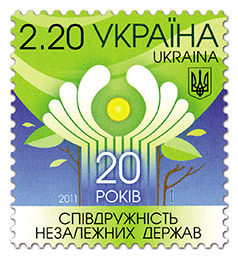
Почтовая марка «20 лет Содружества Независимых Государств» Укрпошты, 2011 г.

8 апреля 2013 г. Первый заместитель Премьер-министра Украины Сергей Арбузов назначен Национальным координатором Украины по вопросам сотрудничества в рамках Содружества Независимых Государств, а также представителем Украины в Экономическом совете Содружества Независимых Государств.
В соответствии с Решением Совета глав государств СНГ от 25 октября 2013 года Украина была назначена председательствовать в СНГ в 2014 году.
Среди приоритетов председательства Украины в СНГ в 2014 году, которое основывалось на принципах равноправия, партнерского взаимодействия и укрепления добрососедских отношений между государствами-участниками СНГ, внешнеполитическая, экономическая, гуманитарная, научно-техническая и определились инновационные сферы деятельности Содружества, транспорт, энергетика, борьба с новыми вызовами и угрозами.

### Российско-украинская война
Однако, начиная с 27 февраля 2014 г., после угрозы Российской Федерацией нарушения территориальной целостности Украины, использования воинского контингента Вооруженных Сил Российской Федерации на территории АРК, объявления нелегитимного референдума по независимости Крыма и другие противоправные действия Россия, Украина, как председательствующее государство в СНГ, инициировали срочный созыв 7 марта с.г. в Киеве состоялось внеочередное заседание Совета министров иностранных дел СНГ, целью которого было принятие соответствующего Заявления МИД о ситуации в отдельных регионах Украины, в том числе в Автономной Республике Крым.
12 ноября 2018 года Служба внешней разведки Украины начала выход из соглашения о сотрудничестве разведывательных служб СНГ.
23 января 2019 года Украина вышла из соглашения о межгосударственном обмене экономической информацией, соглашение об обмене информацией в области внешнеэкономической деятельности и соглашение о сотрудничестве в области внешнеэкономической деятельности.
Однако Содружество Независимых Государств, в отличие от других международных организаций (Организации Объединённых Наций, Европейского союза, Совета Европы, Организации по безопасности и сотрудничеству в Европе), избегало принятия ответственных политических решений относительно основных принципов существования Содружества. Принимая это во внимание, украинская сторона в ноте МИД Украины от 19.03.2014 заявила о прекращении председательства в СНГ в 2014 году. Соответственно, с апреля 2014 года сотрудничество Украины в рамках СНГ сведено к минимуму. Украина вышла из ряда многосторонних соглашений в рамках СНГ и прекратила членство во многих органах отраслевого сотрудничества.
По состоянию на 2019 год Украина свела свое участие в Содружестве до критически необходимого минимума и фактически завершила его выход. Однако продолжается рассмотрение 236 соглашений, к которым Украина присоединилась за время своего участия в СНГ, с целью их денонсации.
19 февраля 2019 года Исполнительный комитет Содружества Независимых Государств направил Президенту Украины Петру Порошенко и главе МИД Украины Павлу Климкину приглашение принять участие в заседании Совета глав государств, которое состоялось 11 октября 2019 года в Ашхабаде. Однако официальный Киев не ответил на приглашение, так как Украина фактически завершила свой выход из СНГ.
24 апреля 2019 Кабинет министров прекратил для Украины действие соглашения о взаимном обеспечении сохранения межгосударственных тайн в области правовой охраны изобретений и соглашения о методологическом сравнении и создании общей статистической базы Экономического Союза в рамках СНГ.
2 сентября 2020 года Украина прекратила участие в соглашении о сотрудничестве в области ветеринарии, в сфере санитарной охраны территорий государств-участников СНГ, а также в соглашении о создании Координационного совета по карантину растений государства-участники СНГ. В феврале 2021 года Украина вышла из двух соглашений СНГ, касающихся общего воздушного пространства и его использования.
3 июля 2021 Украина вышла из соглашения об основных направлениях сотрудничества государств-участников Содружества Независимых Государств в области защиты прав потребителей.
16 февраля 2022 года Верховная Рада Украины поддержала расторжение международного договора об участии Украины в Антитеррористическом центре Содружества Независимых Государств. Народные депутаты также проголосовали за документ, предусматривающий выход из соглашения о правилах определения происхождения вырабатываемых товаров при предоставлении тарифных преференций в рамках общей системы преференций. Подписан 12 апреля 1996 г. в Москве и ратифицирован Верховной Радой 22 ноября 2002 г.

### После российского вторжения (2022)
После начала российского вторжения в Украину во время российско-украинской войны российско-украинские отношения были полностью разорваны, а белорусско-украинские отношения из-за участия Беларуси в российском вторжении в 2022 г. в Украина, как союзника Российской Федерации крайне деградировали и были разрушены. Более того, Украина начала активную денонсацию различных соглашений с СНГ в связи с европейской интеграцией и процессом вступления в Европейский союз.
22 мая 2022 года Верховная Рада Украины приняла 4 законопроекта о денонсации соглашений с СНГ: о соглашениях об общем аграрном рынке государств-участников СНГ, об избежании двойного налогообложения, о борьбе с нелегальной миграцией и о закреплении память о мужестве и героизме народов СНГ в Великой Отечественной войне (274 голоса).
15 июня 2022 года Украина вышла из соглашения СНГ о создании Совета председателей высших арбитражных, хозяйственных, хозяйственных и других судов, которые разрешают дела, связанные со спорами в сфере экономики.
19 июня 2022 года Верховная Рада Украины одобрила выход из соглашения о сотрудничестве в области развития и использования систем сотовой подвижной связи. Также парламент проголосовал за Закон № 0103 о выходе из соглашения о создании межгосударственного резерва биопрепаратов и других средств защиты животных в СНГ. Украина также вышла из протокола о внесении изменений в Соглашение о межправительственной оперативной связи для доставки служебной корреспонденции органов СНГ, которые касались права сотрудников на хранение и использование табельного оружия в соответствии с национальным законодательством. Кроме того, парламент поддержал законопроект № 0147 о выходе из Соглашения о поддержке и развитии малого предпринимательства в СНГ. На заседании Верховная Рада также приняла Закон № 0149 о прекращении действия соглашения между Правительством Украины и Правительством Российской Федерации о научно-техническом сотрудничестве.
18 июля 2022 года Верховная Рада Украины приняла внесенный Кабинетом Министров Украины Закон Украины «О выходе из Соглашения о сотрудничестве и взаимопомощи в таможенных делах от 15 апреля 1994 года», заключенного в Москве и ратифицированного Верховной Радой Украины в 1999 году. Несмотря на разрыв Украины и СНГ, по формальным причинам флаг Украины продолжал использоваться у входа главного здания Межпарламентской ассамблеи СНГ в Санкт-Петербурге, однако в апреле 2023 года неизвестные радикалы демонстративно сдёрнули украинский флаг.
18 октября 2022 г. Верховная Рада Украины приняла закон о выходе Украины из Конвенции о транснациональных корпорациях.
1 ноября 2022 стало известно, что Кабинет министров Украины начал подготовку законопроекта о денонсации Договора о зоне свободной торговли СНГ.
12 января 2023 года Верховная Рада Украины приняла законы О выходе из Соглашения о порядке разрешения споров, связанных с осуществлением хозяйственной деятельности и О выходе из Конвенции о передаче лиц, страдающих психическими расстройствами, для проведения принудительного лечения.
2 мая 2023 года Верховная Рада Украины приняла проект Постановления «О выходе Верховной Рады Украины из Соглашения о Межпарламентской Ассамблее государств-участников Содружества Независимых Государств» для осуществления процедур для выхода Верховной Рады Украины из Соглашения о Межпарламентской Ассамблее государств-участников Содружества Независимых свою актуальность, учитывая, что представители Верховной Рады Украины более 9 лет не принимали участия в мероприятиях этой организации и реалии современных международных отношений.

## Статус Украины в СНГ

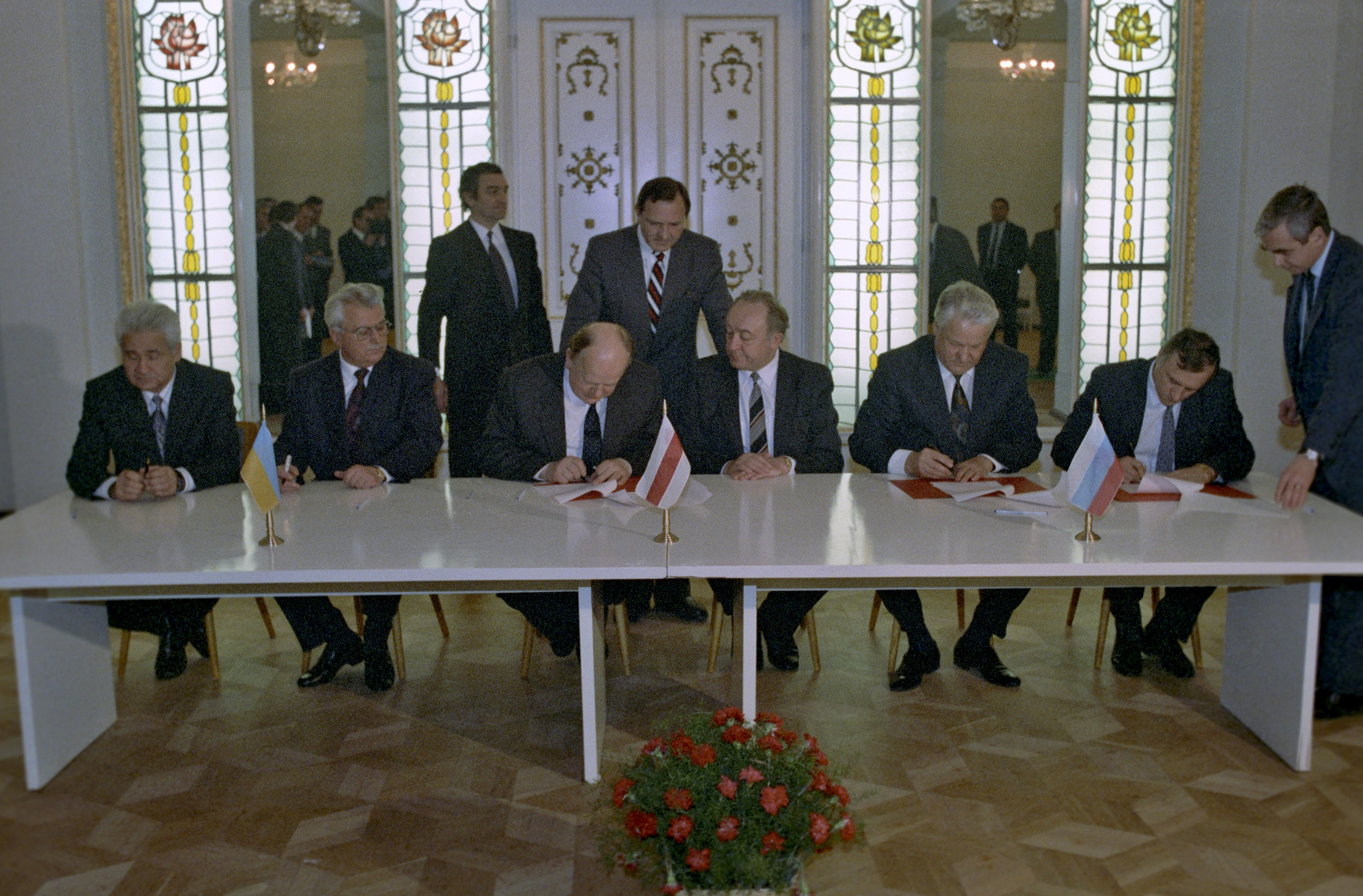
Подписание Соглашения о создании Содружества Независимых Государств между Республикой Беларусь, Российской Федерацией и Украиной

8 декабря 1991 года Президент Украины Леонид Кравчук подписал Соглашение о создании Содружества Независимых Государств, согласно которому Украина стала одним из государств-учредителей СНГ. Настоящее Соглашение ратифицировано Верховной Радой Украины 10 декабря 1991 года с оговорками. 20 декабря 1991 года Верховная Рада Украины приняла заявление «О заключении Украиной Договора о Содружестве Независимых Государств». Согласно последнему абзацу настоящего Заявления, его положения являются официальным толкованием вышеуказанного Соглашения. 21 декабря 1991 года Украина подписала Протокол к Договору о создании Содружества Независимых Государств, который является его неотъемлемой частью.
В указанных документах, которые являются определяющими для Украины относительно её участия в СНГ, нет упоминания об ассоциированном членстве в этом межгосударственном образовании. Также вышеуказанные Соглашение и Протокол не предусматривают возможности ассоциированного членства.
22 января 1993 г. решением Совета глав государств СНГ был принят Устав СНГ. Это решение не было подписано Украиной.
Согласно части первой статьи 8 Устава СНГ, «на основании решения Совета глав государств государство, желающее участвовать в отдельных видах его деятельности, может вступить в Содружество в качестве ассоциированного члена на основании условиях, определённых договором об ассоциированном членстве». Украина не подписывала договор об ассоциированном членстве в соответствии с Уставом СНГ.
Статья 7 Устава определяет, что "государствами-учредителями Содружества являются государства, подписавшие и ратифицировавшие Соглашение об образовании СНГ и Протокол к нему. Государствами-участниками СНГ являются те государства-учредители, которые принимают на себя обязательства по Уставу СНГ в течение одного года после его принятия Советом глав государств.
Таким образом, Украина является одним из государств-учредителей Содружества Независимых Государств, но не являлась государством-участником СНГ как таковым, так как не подписывала Решение об утверждении Устава СНГ. Украина прекратила свое участие в уставных органах СНГ в 2018 году в связи с затянувшейся российско-украинской войной, полностью завершив свой выход из СНГ, ни разу не будучи членом организации, хотя и остается членом Зоны свободной торговли Содружества Независимых Государств.

## Выход Украины из СНГ
Украина никогда не была членом СНГ, то есть в 2018 году Украина вышла из организации, членом которой она не была, но до сих пор не вышла из некоторых соглашений в рамках содружества. Это связано с тем, что на «постсоветском пространстве» некоторые действительно важные для украинцев вопросы до сих пор регулируются договорами СНГ. Например, пенсионное обеспечение, признание дипломов, юридическая помощь и т. д., то есть все эти вещи действительно важны для украинцев.
Украине не нужно выходить из СНГ - она никогда не была и не является сейчас членом этой структуры. Потому что - и в этом шутка ситуации - Украина является учредителем СНГ, но не была участником Содружества. Мы не подписывали устав. Поэтому фактически на базе структур СНГ мы действительно полностью, окончательно порываем с СНГ. Как говорится, это точка невозврата. Обратного пути в принципе нет. Ни политически, ни ментально, ни вообще. И здесь никаких уловок со стороны Киева нет. И все эти аллюзии на какие-то юридические и политические проблемы - все это "развод" в Москве. Потому что они мечтают как-то затащить нас обратно.
Павло Климкин

### Прекращение участия в органах СНГ
Вопрос о членстве Украины в СНГ впервые был поднят после победы Виктора Ющенко на президентских выборах 2004 года. В 2005 г. министр иностранных дел Украины Б. Тарасюк отмечал, что участие Украины в СНГ носит символический характер, а само существование организации и её дальнейшее развитие весьма проблематично. Аналогичную точку зрения высказали также представители правительств Грузии, Молдовы и Азербайджана. В июле 2007 года на пресс-конференции Президент Украины Виктор Ющенко расценил перспективы СНГ в целом как пессимистичные.
Другой причиной стало начало российско-украинской войны на востоке Украины. 14 марта 2014 года проект Закона Украины был внесен на рассмотрение в Верховную Раду Украины, но не прошёл все необходимые процедуры комитетского рассмотрения и не был поставлен на голосование. 19 марта 2014 года Совет национальной безопасности и обороны Украины принял решение о начале процедуры выхода из СНГ. 30 апреля 2014 года Министерство иностранных дел Украины сообщило, что уже подготовило все необходимые документы относительно выхода Украины из СНГ. После этого, по словам заместителя министра иностранных дел Данила Лубкивского, единственное, что необходимо Украине для выхода из этого объединения, — это соответствующий закон. 27 ноября 2014 года Верховная Рада зарегистрировала проект постановления о выходе Украины из СНГ.
12 апреля 2018 года Президент Украины Петр Порошенко заявил, что предложит Верховной Раде выйти из всех уставных органов СНГ. 19 мая 2018 года Президент Украины Петр Порошенко подписал Указ, которым имплементировано решение Совета национальной безопасности и обороны Украины об окончательном прекращении участия Украины в уставных органах СНГ.